# Bubú muntanyenc oriental
El bubú muntanyenc oriental (Laniarius holomelas) és un ocell de la família dels malaconòtids (Malaconotidae).

## Hàbitat i distribució
Viu entre la malesa del bosc, a les muntanyes del nord-est, est i sud-est de la República Democràtica del Congo, extrem sud-oest d'Uganda, Ruanda i Burundi.

## Taxonomia
Antany considerada un grup subespecífic de Laniarius poensis. Actualment són considerades espècies diferents arran estudis com ara (Voelker et al. 2010).